# DLVO-teorin
DLVO-teorin utvecklades under 1940-talet av och döptes efter Boris Derjaguin, Lev Davidovich Landau, Evert Johannes Willem Verwey och Theo Overbeek. Teorin summerar de attraktiva van der Waals-krafterna och den repulsion som uppstår på grund av det elektriska dubbelskiktet för partiklar som interagerar i ett vätskemedium.